# Аксинит
Аксини́т — (англ. Axinite) минерал, сложный алюмоборосиликат класса силикатов. Название получил от др.-греч. ἀξίνη — «топор» за острую клиновидную форму кристаллов. Минерал открыт Рене Жюстом Гауи (фр. René Just Haüy) в 1797 году.

## Свойства
Кристаллы таблитчатые, клиновидные с косыми гранями и острыми рёбрами, часто собраны в перистые сростки. Цвет бурый, фиолетово-бурый, синевато-фиолетовый, реже розовый, синий и серый. Окраска обусловлена наличием железа и марганца, на солнечном свету бледнеет. Блеск сильный стеклянный. Двупреломление −0,010, дисперсия отсутствует, плеохроизм сильный (оливково-зелёный — красновато-бурый — жёлто-бурый), люминесценция отсутствует.
Состав (%): CaO — 20,13; FeO — 5,94; MnO — 3,08; Al2О3 — 18,02; В2О3 — 5,84; SiO2 — 42,73; Н2О — 1,37.
Характерны пьезоэлектрические свойства. Образуется в скарнах. Встречается в гидротермальных и пневматолитовых, а также метаморфических комплексах, особенно в жилах альпийского типа.
Часто залегает совместно с кварцем, полевым шпатом, эпидотом, хлоритом, магнетитом, сульфидами. Может сопровождать руды бора, олова, меди, свинца, цинка.
От дымчатого кварца легко отличим по характерной форме кристаллов.

## Месторождения
Встречается во Франции (Изер), Мексике (Баха-Калифорния), США (Калифорния, Нью-Джерси, Невада), Австралии (фиолетовые кристаллы с Тасмании), России (Урал, Приморье, Чукотка), Таджикистане (Памир), Швейцарии, Норвегии, Финляндии, Польше (Нижняя Силезия). Ювелирного качества минералы встречаются в Бразилии (в штате Баия встречаются кристаллы до 20 см длиной), Танзании (редкая голубая разновидность).